# Edouard Sieffermann
Edouard Sieffermann (* 22. März 1837 in Marmoutier; † 17. März 1919 in Straßburg) war Mediziner und Mitglied des Deutschen Reichstags.

## Leben
Sieffermann war praktischer Arzt und Besitzer einer hydrotherapeutischen Anstalt in Benfeld. Am 21. Februar 1887 besiegte er in seinem Wahlkreis Hugo Zorn von Bulach, was ihn nach französischen Quellen zum meist gehassten Mann der Statthalter machte.
Von 1887 bis 1890 war er Mitglied des Deutschen Reichstags für den Wahlkreis Reichsland Elsaß-Lothringen 7 (Molsheim, Erstein). In Benfeld gibt es heute noch eine rue du Dr. Sieffermann.